# Conyers Darcy (7e baron Darcy de Knayth)
Conyers Darcy, 1er baron Darcy de Meinhill, 7e baron Darcy de Knayth et 4e baron Conyers (août 1570 - 3 mars 1653) est un noble britannique et père du 1er comte de Holderness.

## Biographie

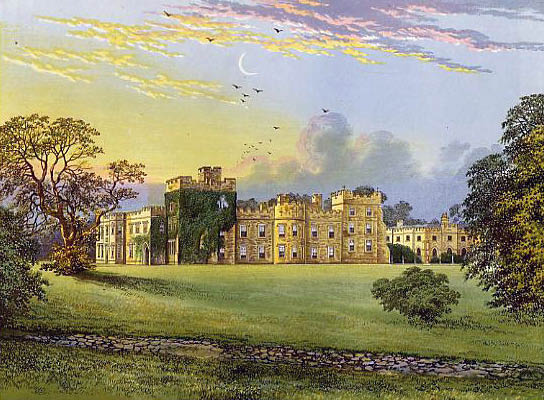
Château de Hornby vers 1880

Conyers Darcy est le fils de Thomas Darcy et Elizabeth Conyers et petit-fils de John Conyers, 3e baron Conyers. Il hérite du château de Hornby, dans le North Yorkshire et épouse Dorothy Belasyse, fille de Sir Henry Belasyse, 1er baronnet et de sa femme Ursula. Ils ont six fils et sept filles. Le fils aîné à survivre à son père est Conyers Darcy .
Darcy devient le 1er baron Darcy de Meinhill en 1641, sa femme devenant ainsi Lady Darcy et son fils l'hon. Conyer Darcy. A cette époque, le monarque met également fin à la suspension du titre de baron Darcy de Knayth, en vigueur depuis la mort du 6e baron en 1418, et le titre de baron Conyers qui était en suspens depuis la mort du 3e baron en 1557.